# Eddie und die Cruisers
Eddie und die Cruisers (Originaltitel: Eddie and the Cruisers) ist ein US-amerikanisches Musikdrama aus dem Jahr 1983 unter der Regie von Martin Davidson mit dem Drehbuch von Martin Davidson und Arlene Davidson, basierend auf dem Roman von P. F. Kluge. Die Fortsetzung Eddie and the Cruisers II: Eddie Lives! folgte 1989.

## Handlung
Die Fernsehreporterin Maggie Foley untersucht das mysteriöse Verschwinden des Kult-Rockstars Eddie Wilson. Rückblenden schildern Eddies Leben und den Aufstieg und Fall seiner Rock-’n’-Roll-Band Eddie and the Cruisers.
Die Band tritt in einem Club in Somers Point, New Jersey, auf. Da er sich mit dem Schreiben von Texten nicht auskennt, heuert Eddie Frank Ridgeway alias „Lyriker“ als Keyboarder und Texter der Band an, obwohl Bandmanager Doc Robbins und Bassist Sal Amato dagegen protestieren. Vervollständigt werden die Cruisers durch den Saxophonisten Wendell Newton, die Backgroundsängerin und Eddies Freundin Joann Carlino sowie den Schlagzeuger Kenny Hopkins.
Das erste Album der Band „Tender Years“ wird ein großer Hit, doch die Aufnahme ihres nächsten Albums, „A Season in Hell“, erweist sich als Albtraum. Inspiriert von der düsteren, fatalistischen Poesie von Arthur Rimbaud möchte Eddie etwas weitaus Ehrgeizigeres als ihre vorherigen Popsongs veröffentlichen und treibt seine Bandkollegen musikalisch und persönlich über ihre Grenzen hinaus. Eddie möchte großartig sein, aber Bassist Sal antwortet: „Wir sind nicht großartig. Wir sind nur ein paar Jungs aus Jersey.“ Eddie macht deutlich, dass es keinen Grund gibt, jemals wieder Musik zu machen, wenn die Band nicht großartig sein kann. „A Season in Hell“ wird von Satin Records mit der Begründung abgelehnt, es sei „dunkel und seltsam“. In den frühen Morgenstunden des nächsten Tages durchbricht Eddies Chevy ein Brückengeländer. Eddie verschwindet spurlos, seine Leiche wird nie gefunden.
18 Jahre später veröffentlicht Satin Records das erste Album der Band erneut, das noch höhere Chartplätze als bei der ursprünglichen Veröffentlichung erreicht. Eine Fernsehdokumentation wird in Auftrag gegeben, die das Geheimnis des zweiten Albums der Band untersuchen soll, das am Tag nach Eddies Verschwinden aus den Tresoren von Satin Records verschwunden ist. Alle ursprünglichen Mitglieder der Cruisers sollen in der Dokumentation zu Wort kommen, außer Eddie und Wendell Newton, der im August 1963 im Alter von 37 Jahren an einer Überdosis (angeblich Herzinfarkt) gestorben ist. Die anderen Bandmitglieder führen jetzt ein ganz normales Leben: Sal Amato ist der Star einer Cruisers-Tribute-Band. Frank Ridgeway ist Englischlehrer an einer High School in Vineland. Doc Robbins arbeitet als Radio-DJ in Asbury Park. Joann Carlino ist Bühnenchoreographin in Wildwood und Kenny Hopkins arbeitet in einem Casino in Atlantic City.
Während der Interviews zur Dokumentation lassen die Bandmitglieder die Vergangenheit Revue passieren, einschließlich der aufgetretenen Konflikte. Während eines Konzerts am Benton College, wo Frank einst Student war, macht sich Eddie beispielsweise wiederholt über Frank lustig, indem er ihn als „Toby Tyler“ bezeichnet, nachdem er gesehen hatte, wie Frank und Joann sich vor dem Konzert küssten.
Joann kann das eine Puzzleteil beisteuern, das Frank nicht wusste: zu verraten, was mit dem zweiten Album der Band passiert ist. Nachdem Eddie aus dem Studio gestürmt war, brachte er Joann zum Palace of Depression, einem provisorischen Schloss aus Müll in New Jersey, das er als Kind oft besuchte. Sie verrät, dass es tatsächlich sie war, die die Masterbänder für das Album von Satin Records mitnahm und sie später im Palace of Depression versteckte, wo sie ihrer Meinung nach hingehörten.
Frank und Joann kehren zurück zum Palast of Depression, um die Masterbänder zu holen. Ein mysteriöser Mann, der ein blaues Chevy Bel Air-Cabrio von 1957 fährt, das mit dem von Eddie identisch ist, kommt am Haus an und ruft nach Joann. Doch bevor sie das Auto erreichen kann, entlarvt Frank den Betrüger als Doc, der all die Jahre hinter den Masterbändern her war. Frank und Joann sind von seiner Geschichte bewegt und geben ihm die Masterbänder. Doc fährt in die Nacht davon und schwört, dass die Cruisers dieses Mal die Welt erobern werden, und Joann lädt Frank in ihr Haus ein.
In einer überraschenden Enthüllung am Ende wird ein bärtiger, älter aussehender Eddie gezeigt, wie er die zahlreichen Fernseher im Schaufenster eines Haushaltsgerätegeschäfts beobachtet, wo der Abspann von Foleys dokumentarischer Hommage an ihn und die Band läuft. Er lächelt gelassen und verschwindet dann in der Nacht.

## Entstehung
Martin Davidson sagte, dass die Inspiration für den Film dem Wunsch entsprang, „alle meine Gefühle für die Rockmusik der letzten 30 Jahre einfließen zu lassen“. Er kaufte den Roman von P. F. Kluge mit eigenem Geld und unter großem finanziellen Risiko. Er schrieb das Drehbuch zusammen mit Arlene Davidson und entschied sich für eine Story-Struktur im Stil von Citizen Kane. Er erinnerte sich: „Das war in meinem Kopf: die Suche.“
Davidson machte einen Deal mit Time-Life, einem Unternehmen, das in die Filmbranche einstieg. Nachdem sie zwei Filme gedreht hatten, die finanziell nicht erfolgreich waren, gaben sie das Geschäft jedoch schnell auf. Davidson war verständlicherweise verärgert und ein paar Tage später ging er zum Abendessen und traf eine Sekretärin, die an seinem ersten Film gearbeitet hatte. Er erzählte ihr, was mit seinem Film passiert war, und sie gab ihren Geschäftspartnern sein Drehbuch für „Eddie and the Cruisers“. In relativ kurzer Zeit wurde ein Deal mit Aurora abgeschlossen und Davidson erhielt ein Budget von 6 Millionen US-Dollar.

## Dreharbeiten
Um eine glaubwürdig aussehende und klingende Band für den Film zu bekommen, engagierte Davidson Kenny Vance, eines der ursprünglichen Mitglieder von Jay and the Americans. Er zeigte Davidson sein Sammelalbum, die Orte, an denen die Band auftrat, das Auto, das sie fuhren, und wie sie ihre Instrumente transportierten. Vance erzählte Davidson auch Geschichten über die Band, von denen er einige in das Drehbuch einfließen ließ. Tom Berenger hat gesagt, dass er für den Film nicht versucht hat, Klavier zu lernen, sondern in seinem Trailer stundenlang Keyboard geübt hat. Matthew Laurance lernte tatsächlich durch Proben, wie man Bass spielt.
Davidson ließ die Schauspieler, die in Eddies Band spielten, proben, als würden sie sich auf ein echtes Konzert vorbereiten. Paré erinnert sich: „Das erste Mal, dass wir als Band zusammen spielten, war ein College-Konzert. Es passierte etwas Seltsames. Anfangs taten die Statisten einfach, was ihnen gesagt wurde. Dann, als die Musik heißer wurde, wurde auch das Publikum angeheizt. Sie waren keine Schauspieler mehr. Das Geschrei, das Stampfen und der Applaus kamen spontan.“ Davidson erinnert sich: „Einer nach dem anderen begannen die Kids schreiend und rhythmisch zu applaudieren und von ihren Sitzen aufzuspringen. Ein paar Mädchen stürmten auf die Bühne und zerrissen Michaels T-Shirt. Wir hatten ihnen bestimmt nicht gesagt, das zu tun. Aber wir ließen die Kameras laufen.“ Darüber hinaus wurde der Musiker Southside Johnny aus New Jersey als technischer Berater für den Film engagiert.
Der Musikproduzent des Films, Kenny Vance, hat auf der Leinwand einen Auftritt als Lew Eisen, der Geschäftsführer der Plattenfirma von 1964, der sich weigert, das zweite Album der Band anzunehmen.

## Soundtrack
Vance bat Davidson, seine fiktive Band und ihre Musik zu beschreiben. Anfangs sagte Davidson, dass die Cruisers wie Dion und die Belmonts klingen, aber als sie Frank treffen, hätten sie Elemente von Jim Morrison und The Doors. Davidson wollte jedoch nicht aus den Augen verlieren, dass die Cruisers im Wesentlichen eine Kneipenband aus Jersey waren, und dachte an Bruce Springsteen und die E Street Band. Der Filmemacher forderte Vance auf, jemanden für ihn zu finden, der Musik produzieren könnte, die Elemente dieser drei Bands enthielt. Davidson stand kurz vor den Proben, als Vance ihn anrief und sagte, dass er die Band gefunden hatte – John Cafferty und die Beaver Brown Band aus Providence, Rhode Island.
Davidson traf die Band und stellte fest, dass sie der im Drehbuch beschriebenen Band sehr ähnelte, bis hin zu einem kapverdischen Saxophonisten, den er für den Film besetzte. Ursprünglich wurde Cafferty nur damit beauftragt, ein paar Songs für den Film zu schreiben, doch es gelang ihm so gut, das Gefühl der 1960er und 1980er Jahre einzufangen, dass Davidson ihn bat, den gesamten Film zu vertonen.
Der Hauptsong des Films, On the Dark Side, wird in den Billboard Year-End Hot 100 von 1984 auf Platz 94 geführt.

## Kritik
Eddie and the Cruisers wurde von den Kritikern nicht gut aufgenommen. Im Oktober 2018 hatte der Film eine Bewertung von 38 % bei Rotten Tomatoes, basierend auf 16 Rezensionen.
Roger Ebert gab dem Film zwei von vier Sternen. Er schrieb, trotz einer guten Besetzung, „großartiger“ Musik und einem faszinierenden Konzept, „ist das Ende so frustrierend, so dumm, so unbefriedigend, dass es dem gesamten Film einen schlechten Ruf verleiht.“
In ihrer Rezension für die New York Times schrieb Janet Maslin: „Einige Details klingen unheimlich wahr, wie der raffinierte Oldies-Nachtclub-Auftritt, den einer der Cruiser fast 20 Jahre nach Eddies angeblichem Tod immer noch aufführt. Andere Aspekte des Films sind aus unerklärlichen Gründen falsch. Eddies Musik klingt gut, aber sie klingt auch sehr nach Bruce Springsteen“, und sie wäre 1963 nicht der letzte Schrei gewesen. Allerdings lobte sie Parés Leistung: „Mr. Paré gibt ein gutes Debüt; er fängt die Art eines heißblütigen jungen Rockers mit großer Überzeugung ein, und seine Lippensynchronisation ist nahezu perfekt.“
Gary Arnold für die Washington Post schrieb: „Jedenfalls schien es mir, dass sich das, was Eddie und die Cruisers anstrebten, auf jeden Fall lohnte. Das Problem ist, dass es am Ende an den Erzählressourcen mangelt, um genug von einer faszinierenden Geschichte über geheimnisvollen Musiker zu erzählen.“
Das Lexikon des internationalen Films urteilt: „Einfühlsam inszeniertes und interpretiertes Gruppenporträt; zeitweise allzu behäbig im Stil eines dialoglastigen Kammerspiels.“